# Bichl
Bichl es un municipio en el distrito de Bad Tölz-Wolfratshausen en Baviera, Alemania. Con 2075 habitantes, la población aparece ya en registros del año 1048. 
El nombre «Bichl» se refiere a la colina sobre la que se eleva la iglesia de la villa, dedicada a San Jorge. Fue construida por Johann Michael Fischer.
Bichl proviene de la palabra bávara para colina (Bühel), término que aparece en la toponimia de toda la región.